# Vendresse-Beaulne
Pour les articles homonymes, voir Vendresse (homonymie) et Beaulne.
Vendresse-Beaulne est une commune française située dans le département de l'Aisne, en région Hauts-de-France.

## Géographie

#### Cartographie(cliquer pour afficher)

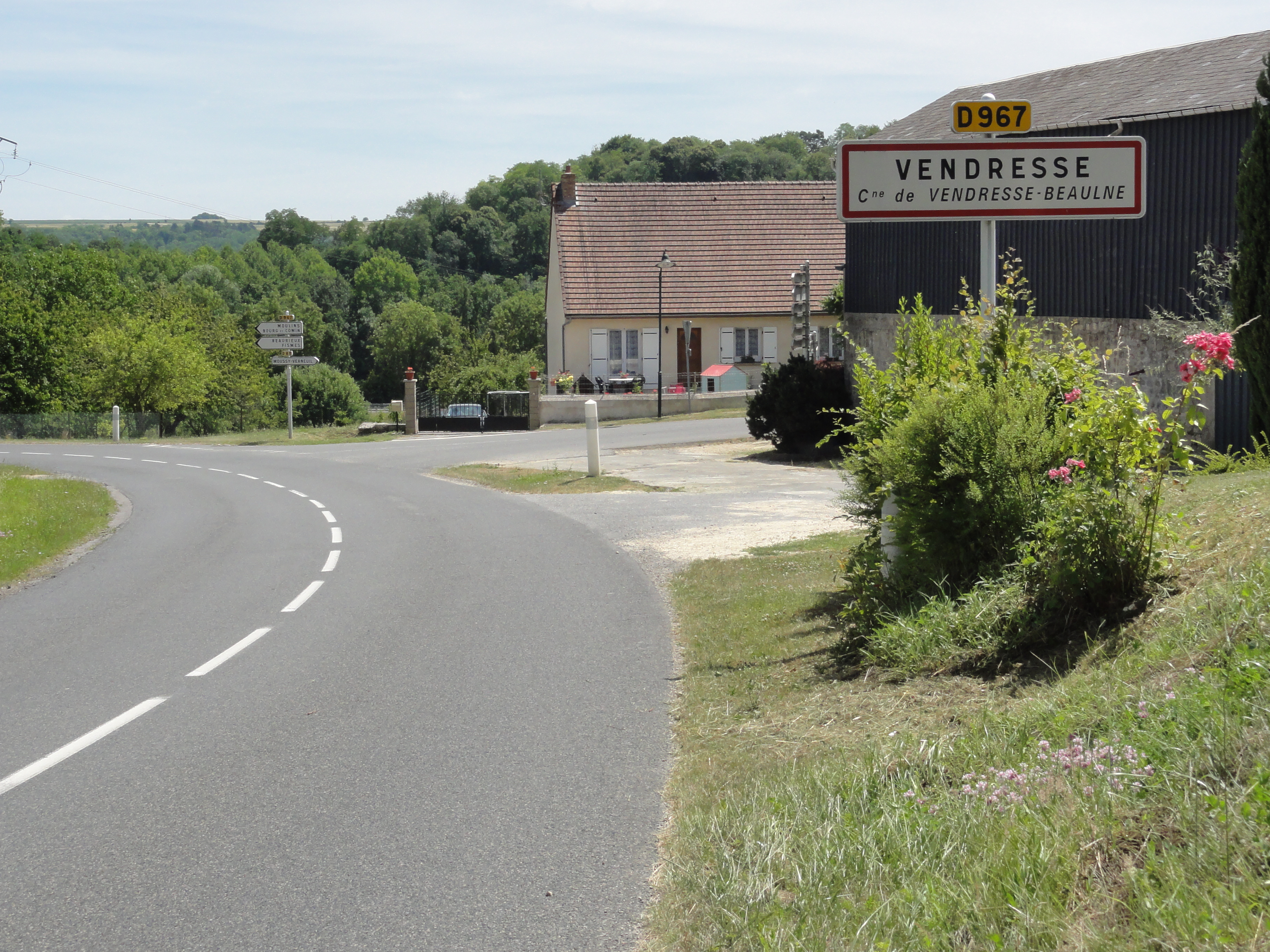
Entrée de Vendresse-Beaulne.
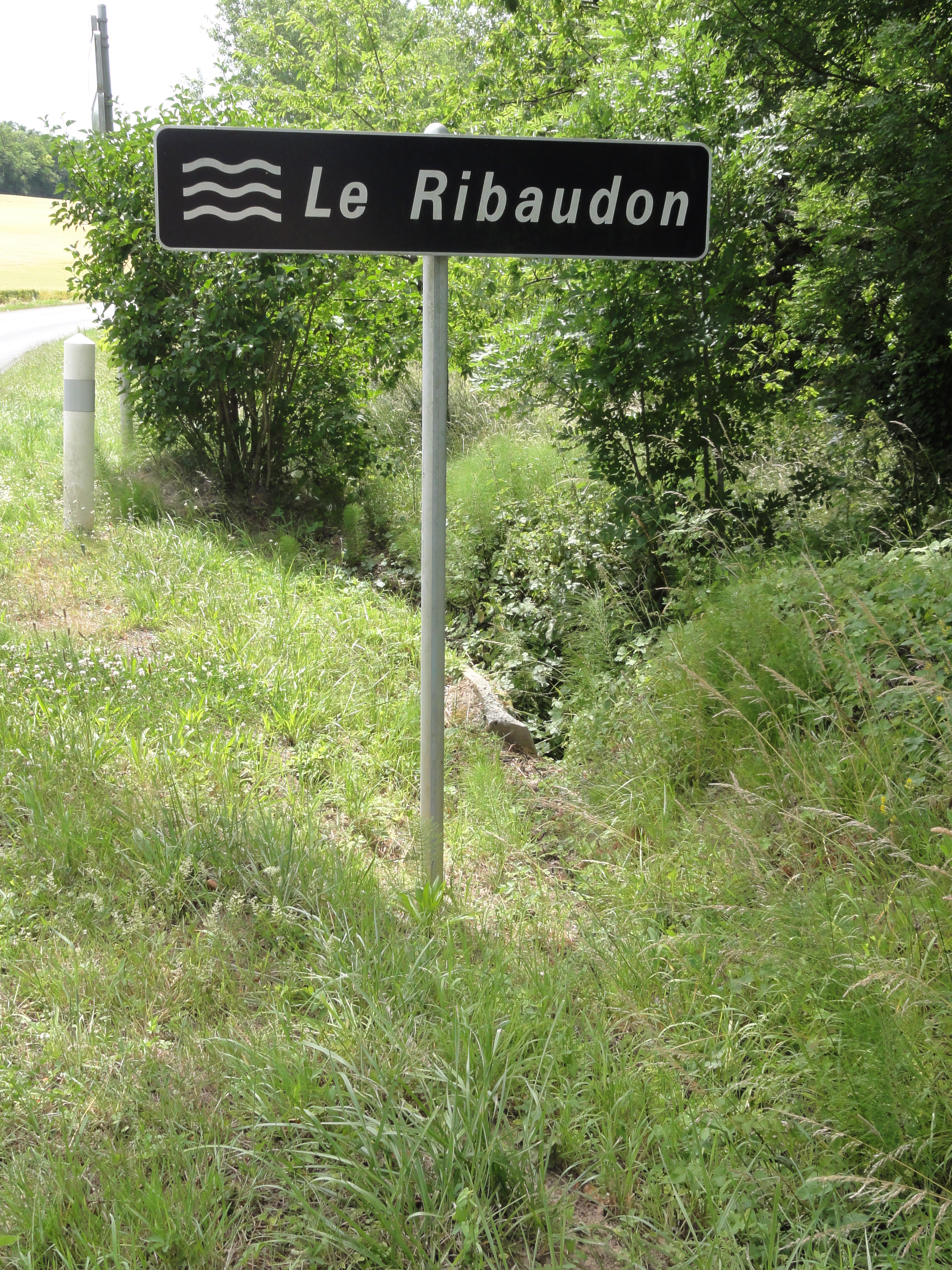
Rivière Le Ribaudon.
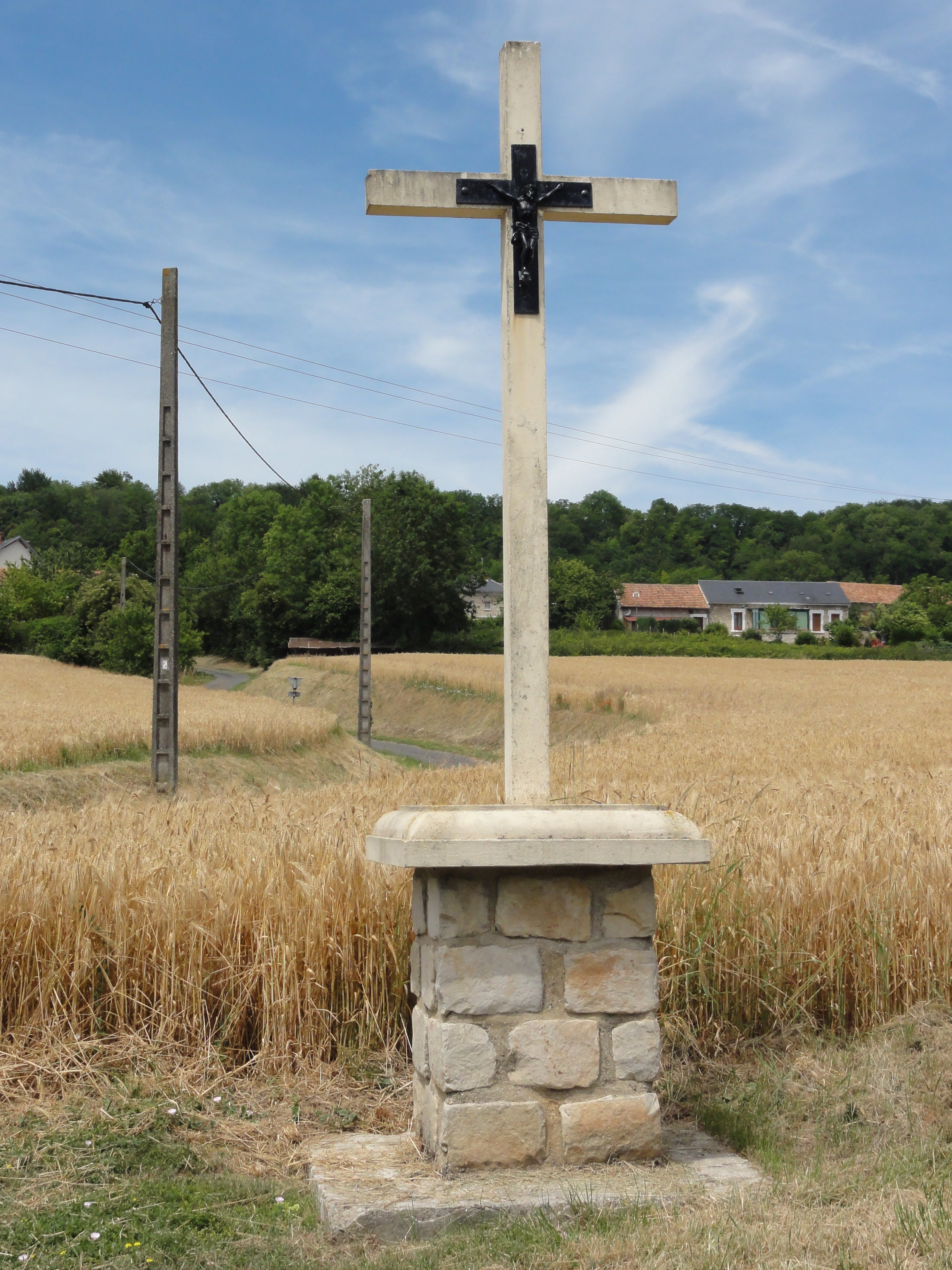
Croix de chemin au hameau la Mal Bâtie.

### Hydrographie

#### Réseau hydrographique
La commune est située dans le bassin Seine-Normandie. Elle est drainée par le cours d'eau 04 de la commune de Moussy-Verneuil et le ru de Vendresse Beaulne,,.

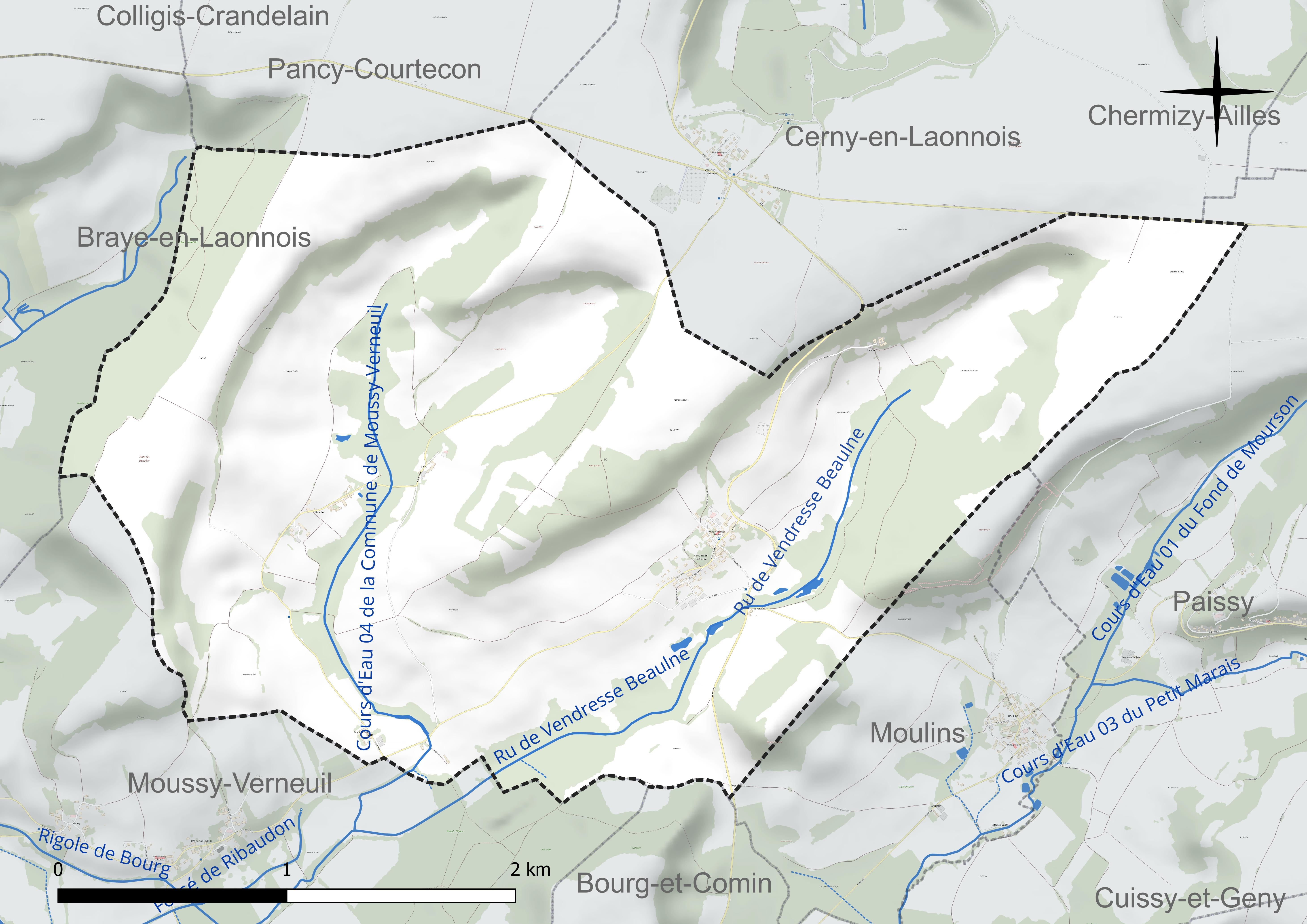
Réseau hydrographique de Vendresse-Beaulne.

#### Gestion et qualité des eaux
Le territoire communal est couvert par le schéma d'aménagement et de gestion des eaux (SAGE) « Aisne Vesle Suippe ». Ce document de planification, dont le territoire s'étend sur 3 096 km2 répartis sur trois départements (Aisne, Marne et Ardennes) et deux régions (Champagne-Ardenne et Picardie), a été approuvé le 16 décembre 2013. La structure porteuse de l'élaboration et de la mise en œuvre est le Syndicat d'aménagement des bassins Aisne Vesle Suippe (SIABAVES).
La qualité des cours d'eau peut être consultée sur un site spécial géré par les agences de l'eau et l'Agence française pour la biodiversité.

### Climat
Pour des articles plus généraux, voir Climat des Hauts-de-France et Climat de l'Aisne.
En 2010, le climat de la commune est de type climat océanique dégradé des plaines du Centre et du Nord, selon une étude du CNRS s'appuyant sur une série de données couvrant la période 1971-2000. En 2020, Météo-France publie une typologie des climats de la France métropolitaine dans laquelle la commune est exposée à un climat océanique altéré et est dans la région climatique Nord-est du bassin Parisien, caractérisée par un ensoleillement médiocre, une pluviométrie moyenne régulièrement répartie au cours de l'année et un hiver froid (3 °C).
Pour la période 1971-2000, la température annuelle moyenne est de 10,4 °C, avec une amplitude thermique annuelle de 15,7 °C. Le cumul annuel moyen de précipitations est de 757 mm, avec 12,2 jours de précipitations en janvier et 8,5 jours en juillet. Pour la période 1991-2020, la température moyenne annuelle observée sur la station météorologique la plus proche, située sur la commune de Martigny-Courpierre à 7 km à vol d'oiseau, est de 10,7 °C et le cumul annuel moyen de précipitations est de 734,4 mm,. Pour l'avenir, les paramètres climatiques de la commune estimés pour 2050 selon différents scénarios d'émission de gaz à effet de serre sont consultables sur un site spécial publié par Météo-France en novembre 2022.

## Urbanisme

### Typologie
Au 1er janvier 2024, Vendresse-Beaulne est catégorisée commune rurale à habitat dispersé, selon la nouvelle grille communale de densité à 7 niveaux définie par l'Insee en 2022.
Elle est située hors unité urbaine et hors attraction des villes,.

### Occupation des sols
L'occupation des sols de la commune, telle qu'elle ressort de la base de données européenne d'occupation biophysique des sols Corine Land Cover (CLC), est marquée par l'importance des territoires agricoles (70,2 % en 2018), une proportion identique à celle de 1990 (70,2 %). La répartition détaillée en 2018 est la suivante : 
terres arables (62,3 %), forêts (29,8 %), zones agricoles hétérogènes (4,9 %), prairies (3 %).
L'évolution de l'occupation des sols de la commune et de ses infrastructures peut être observée sur les différentes représentations cartographiques du territoire : la carte de Cassini (XVIIIe siècle), la carte d'état-major (1820-1866) et les cartes ou photos aériennes de l'IGN pour la période actuelle (1950 à aujourd'hui).

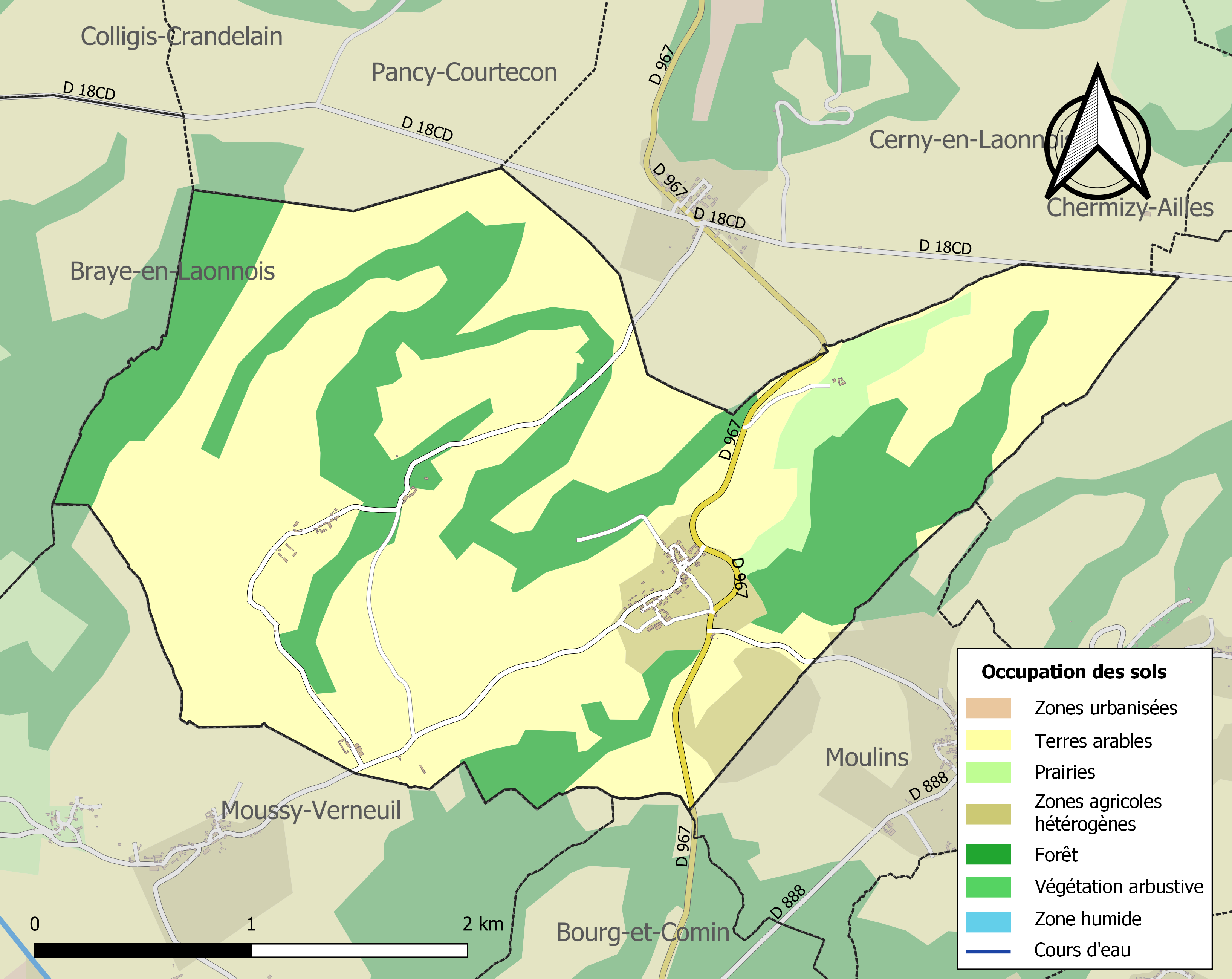
Carte de l'occupation des sols de la commune en 2018 (CLC).

### Habitat et logement
En 2018, le nombre total de logements dans la commune était de 51, alors qu'il était de 52 en 2013 et en 2008.
Parmi ces logements, 86,2 % étaient des résidences principales, 9,9 % des résidences secondaires et 3,9 % des logements vacants. Ces logements étaient pour 94,3 % d'entre eux des maisons individuelles et pour 1,9 % des appartements.
Le tableau ci-dessous présente la typologie des logements à Vendresse-Beaulne en 2018 en comparaison avec celle de l'Aisne et de la France entière. Une caractéristique marquante du parc de logements est ainsi une proportion de résidences secondaires et logements occasionnels (9,9 %) supérieure à celle du département (3,5 %) et à celle de la France entière (9,7 %). Concernant le statut d'occupation de ces logements, 66,7 % des habitants de la commune sont propriétaires de leur logement (71,1 % en 2013), contre 61,6 % pour l'Aisne et 57,5 % pour la France entière.
| Typologie                                               | Vendresse-Beaulne | Aisne | France entière |
| ------------------------------------------------------- | ----------------- | ----- | -------------- |
| Résidences principales (en %)                           | 86,2              | 86,7  | 82,1           |
| Résidences secondaires et logements occasionnels (en %) | 9,9               | 3,5   | 9,7            |
| Logements vacants (en %)                                | 3,9               | 9,8   | 8,2            |

## Toponymie
Vendresse: Le nom du village apparaît pour la première fois en 1136 sous le nom de Venderessa, puis Venderissa en 1185 dans un cartulaire de l'Abbaye de Vauclair. Le nom évoluera encore de nombreuses fois en fonction des différents transcripteurs: Communitas de Venderesse, Vendrece, Vanderesse, Venderesse-en-Laonnois, Vandresse   enfin l'orthographe actuelle Vendresse au XVIIIe siècle sur la carte de Cassini
.
Beaulne: Est cité en 1143 sous le nom de Behelna puis Belna, Biaune, Byanne, Beaunne, Paroisse Saint-Victor de Beaulne, Beaulne et Chivy en 1709. La commune a été instituée par Philippe Auguste en 1184
Troyon: hameau de la commune de Vendresse-et-Troyon est cité pour la première fois en 1136 sous le nom de Troion puis Troium, Tryon-en-Laonnois, Troions  et enfin l'orthographe actuelle Troyon au XVIIIe siècle sur la carte de Cassini. Troyon a été uni a Vendresse par décret du 30 août 1804.
Chivy: hameau de la commune de Beaulne-et-Chuvy, est cité en 1184 sous le nom de Chevis puis Chievi, Chiviacum-squper-Auxonam, Chivi-Beaune en 1474 et Chivy-Beaulne en 1685.

## Histoire

### Moyen-Âge et Ancien Régime
L'actuel territoire communal a connu jusqu'à la fin de l'Ancien Régime trois paroisses distinctes : Vendresse, Chivy et Beaulne, ainsi qu'une succursale : Troyon. Toutes relevaient alors du diocèse de Laon, de l'archidiaconé de Laon, et du doyenné de Montaigu.
Le village de Vandresse est attesté dans les textes dès 1136 sous le nom de Vendressa.

### Carte de Cassini

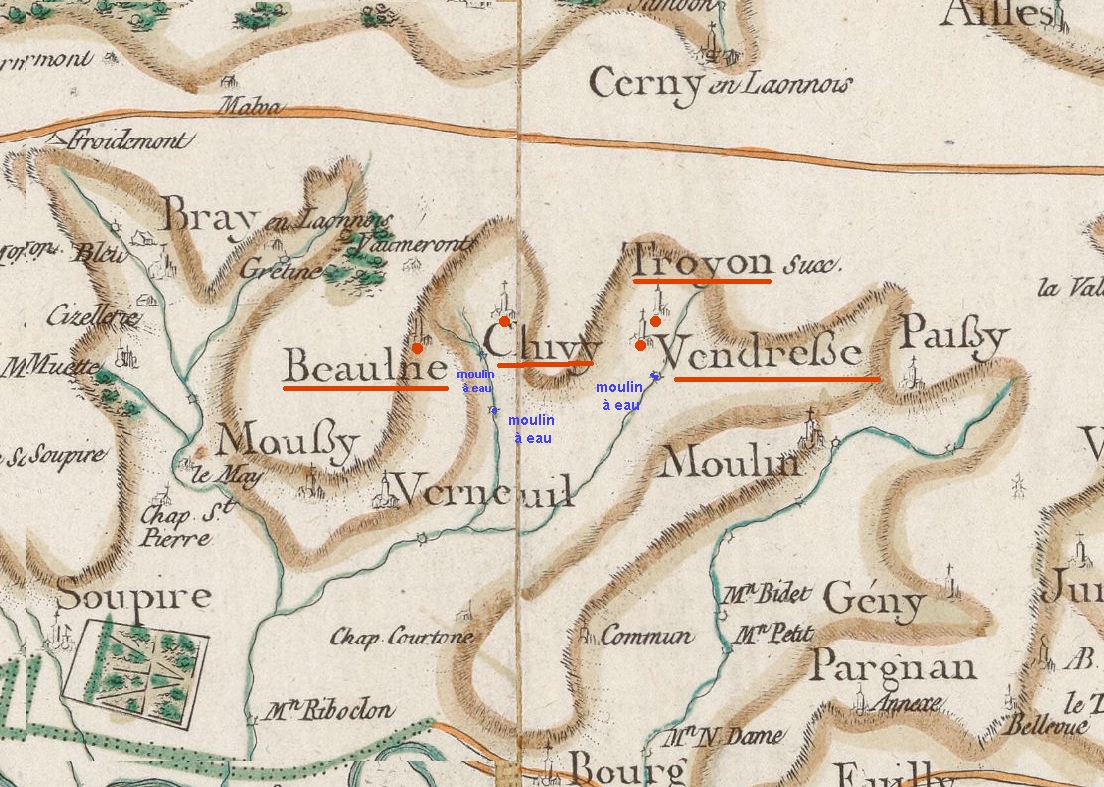
Carte de Cassini du secteur vers 1750.

La carte de Cassini ci-dessus montre qu'au milieu du XVIIIe siècle, Beaulne, Vendresse et Troyon étaient trois paroisses et Chivy une succursale avec leur propre église.
Ces hameaux étaient situés sur les deux bras d'un ruisseau qui comptait trois moulins à eau en fonction à l'époque ce qui prouve que le débit était beaucoup plus important qu'actuellement. Il reste aujourd'hui Le Moulin Gilot au sud-est du village.

### Période contemporaine
L'histoire de la constitution du territoire communal est complexe. La commune de Beaulne absorbe celle de Chivy entre 1790-1794, et prend alors le nom de Beaulne-et-Chivy. De son côté, la commune de Vendresse absorbe celle de Troyon en 1809, et prend alors le nom de Vendresse-et-Troyon.

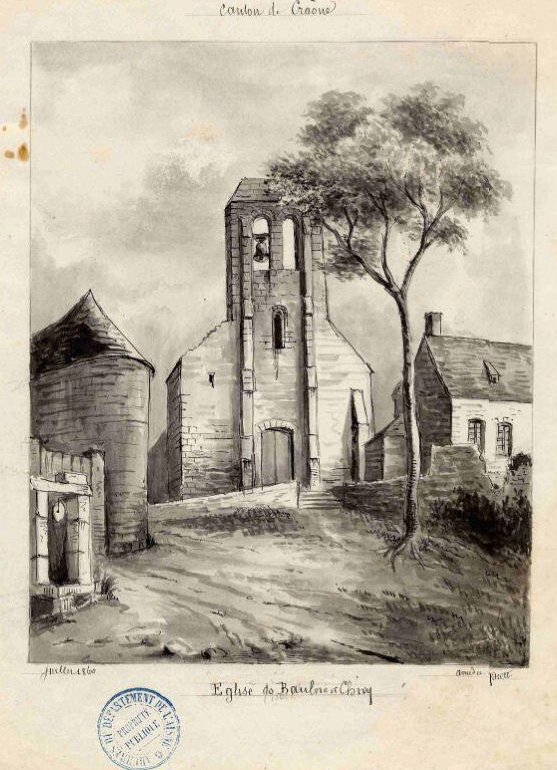
Gravure de l'ancienne église de Beaulne en 1860 par Amédée Piette.
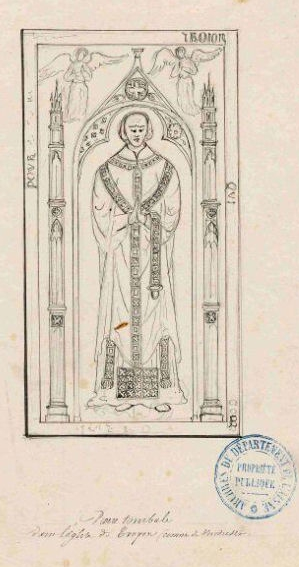
Pierre tombale de l'ancienne église de Troyon.

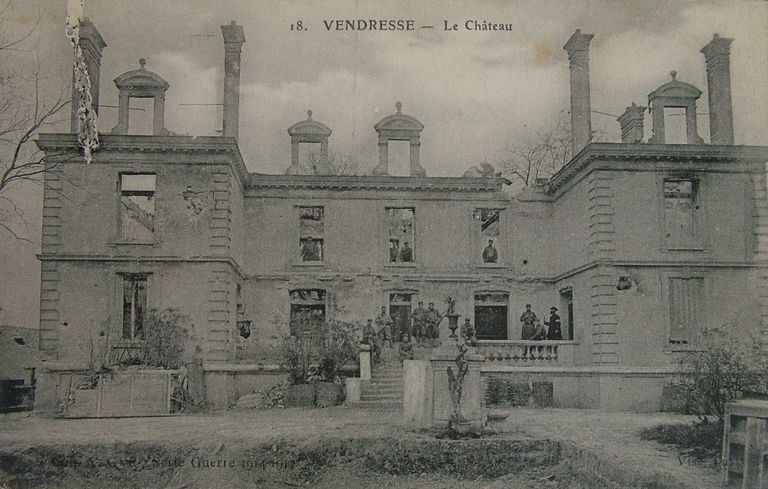
Carte postale du château de Vendresse incendié par les Allemands en 1917.

Le village de Chivy comptait avant la Première Guerre mondiale 250 habitants. Il ne reste de ce petit village qu'une seule ferme reconstruite après la Première Guerre mondiale et une chapelle dédiée à saint Pierre pour commémorer la mémoire des habitants. Elle est due à l'architecte Norbert Rivière.
Il existe un château sur l'emplacement d'un édifice reconstruit sur un léger tertre à la fin du XIXe siècle. Le corps de logis reconstruit après la Première Guerre mondiale est en pierres de taille avec deux pavillons à étage.
La commune possède de nombreuses carrières de pierre dont certaines servirent d'abris durant la Première Guerre mondiale. Le BRGM a dressé un recensement de ces carrières.
L'église ancienne de Vendresse avec un clocher porche a été détruite lors de la Première Guerre mondiale. Cette très belle église possédait un clocher mur avec deux baies campanaires(dont une seule est occupée), ce qui était  rare dans notre région.
L'église actuelle a été reconstruite par l'architecte Norbert Rivière qui avait ses bureaux à Bourg-et-omin mais, du fait de l'interruption du paiement des dommages de guerre, le projet est modifié en 1938. Norbert Rivière a également établit le plan d'alignement qui est mis en œuvre avec la reconstruction.
Le monument aux morts est dû à Maurice Lejeune fondeur.
La commune possède un cimetière militaire britannique aménagé  en 1920 et issu de plusieurs nécropoles provisoires.
La commune actuelle de Vendresse-Beaulne est créée en 1923 par la fusion des communes de Beaulne-et-Chivy et de Vendresse-et-Troyon

## Politique et administration

### Rattachements administratifs et électoraux

#### Rattachements administratifs
La commune se trouve  dans l'arrondissement de Laon du département de l'Aisne.
Elle faisait partie depuis 1801 du canton de Craonne. Dans le cadre du redécoupage cantonal de 2014 en France, cette circonscription administrative territoriale a disparu, et le canton n'est plus qu'une circonscription électorale.

#### Rattachements électoraux
Pour les élections départementales, la commune fait partie depuis 2014 du canton de Villeneuve-sur-Aisne
Pour l'élection des députés, elle fait partie de la première circonscription de l'Aisne.

### Intercommunalité
Vendresse-Beaulne était membre de la communauté de communes du Chemin des Dames, un établissement public de coopération intercommunale (EPCI) à fiscalité propre créé fin 1995 et auquel la commune a transféré un certain nombre de ses compétences, dans les conditions déterminées par le code général des collectivités territoriales.

### Administration municipale
| Période                                  | Période                        | Identité        | Étiquette | Qualité            |
| ---------------------------------------- | ------------------------------ | --------------- | --------- | ------------------ |
| Les données manquantes sont à compléter. |                                |                 |           |                    |
| mars 2001                                | automne 2022                   | Bruno Cailliez, | DVD       | Agriculteur        |
| octobre 2022                             | En cours (au 16 décembre 2022) | Maxime Paruch   |           | Gérant Électricien |

## Démographie
L'évolution du nombre d'habitants est connue à travers les recensements de la population effectués dans la commune depuis 1793. Pour les communes de moins de 10 000 habitants, une enquête de recensement portant sur toute la population est réalisée tous les cinq ans, les populations de référence des années intermédiaires étant quant à elles estimées par interpolation ou extrapolation. Pour la commune, le premier recensement exhaustif entrant dans le cadre du nouveau dispositif a été réalisé en 2007.

En 2022, la commune comptait 99 habitants, en évolution de −6,6 % par rapport à 2016 (Aisne : −1,97 %, France hors Mayotte : +2,11 %).
| 1793 | 1800 | 1806 | 1821 | 1831 | 1836 | 1841 | 1846 | 1851 |
| ---- | ---- | ---- | ---- | ---- | ---- | ---- | ---- | ---- |
| 166  | 162  | 177  | 159  | 276  | 268  | 261  | 271  | 240  |

| 1856 | 1861 | 1866 | 1872 | 1876 | 1881 | 1886 | 1891 | 1896 |
| ---- | ---- | ---- | ---- | ---- | ---- | ---- | ---- | ---- |
| 251  | 256  | 275  | 244  | 237  | 204  | 206  | 190  | 227  |

| 1901 | 1906 | 1911 | 1921 | 1926 | 1931 | 1936 | 1946 | 1954 |
| ---- | ---- | ---- | ---- | ---- | ---- | ---- | ---- | ---- |
| 213  | 222  | 168  | 32   | 112  | 156  | 140  | 136  | 156  |

| 1962 | 1968 | 1975 | 1982 | 1990 | 1999 | 2006 | 2007 | 2012 |
| ---- | ---- | ---- | ---- | ---- | ---- | ---- | ---- | ---- |
| 132  | 131  | 105  | 95   | 83   | 98   | 113  | 115  | 116  |

| 2017 | 2022 | - | - | - | - | - | - | - |
| ---- | ---- | - | - | - | - | - | - | - |
| 102  | 99   | - | - | - | - | - | - | - |

## Culture locale et patrimoine

### Lieux et monuments
- L'église Saint-Rémi, reconstruite sur les plans de par l'architecte Norbert Rivière après 1938, avec dans l'église, une plaque commémorative des morts à la guerre.
- La chapelle Saint-Pierre de Chivy, ancienne église paroissiale.
- L'ancienne église de Beaulne, disparue.
- L'ancienne église Saint-Éloi de Troyon, qui fut une succursale de la paroisse de Vendresse, disparue[31].
- Le monument aux morts communal.
- Quelques tombes françaises et britanniques isolées dans le cimetière communal de Vendresse.
- Le lavoir de Baulne avec la plaque commémorative du sergent du 57e R.I. Désir Martin Monteil, mort pour la France en ce lieu le 19 décembre 1914.
- Le lavoir de Vendresse.
- Fontaine-abreuvoir à Vendresse.
- Le calvaire de la Mal Bâtie.
- Le château de Vendresse-Beaulne du XXe siècle.
- Cimetières militaires

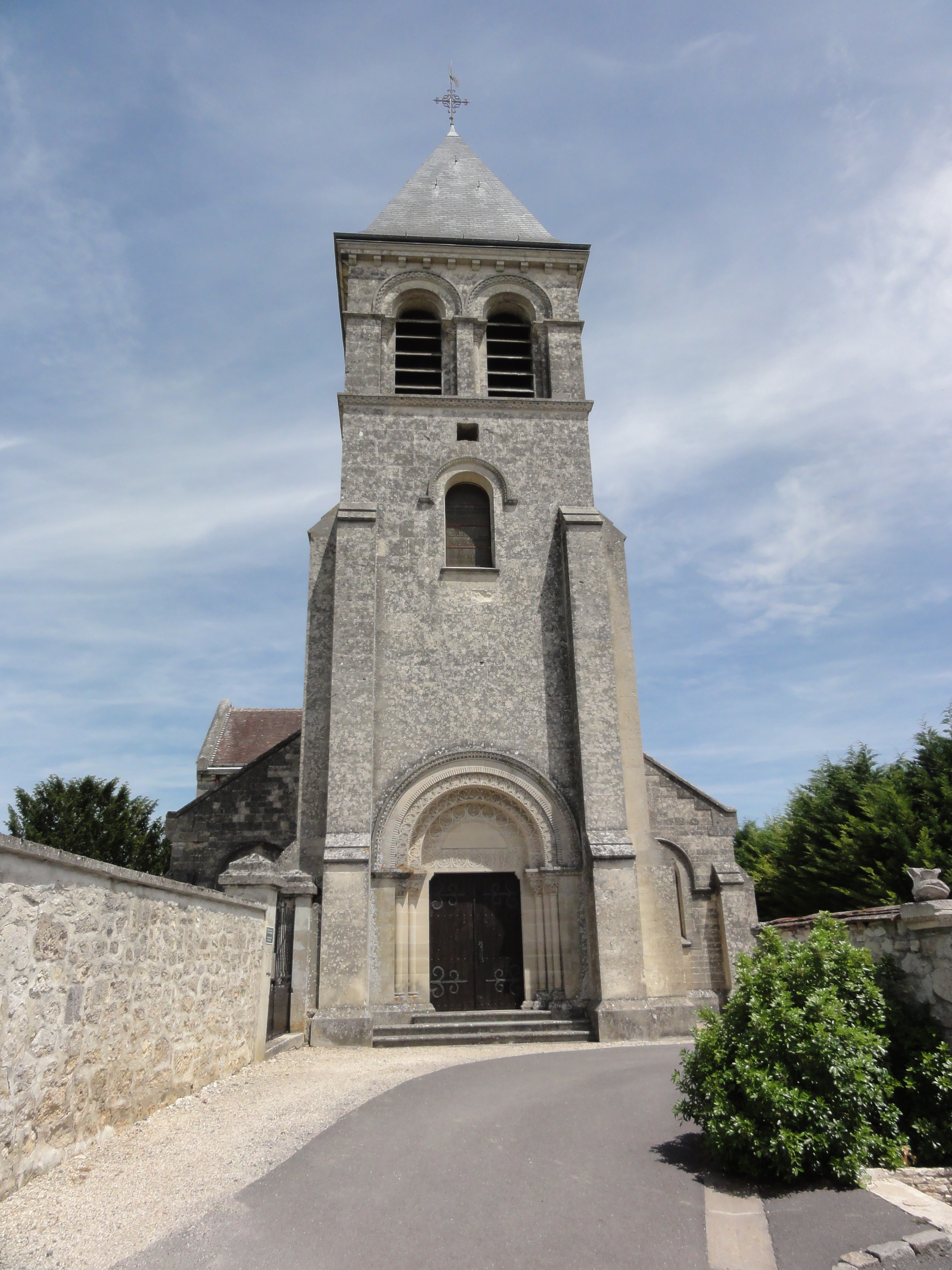
Église Saint-Rémi.
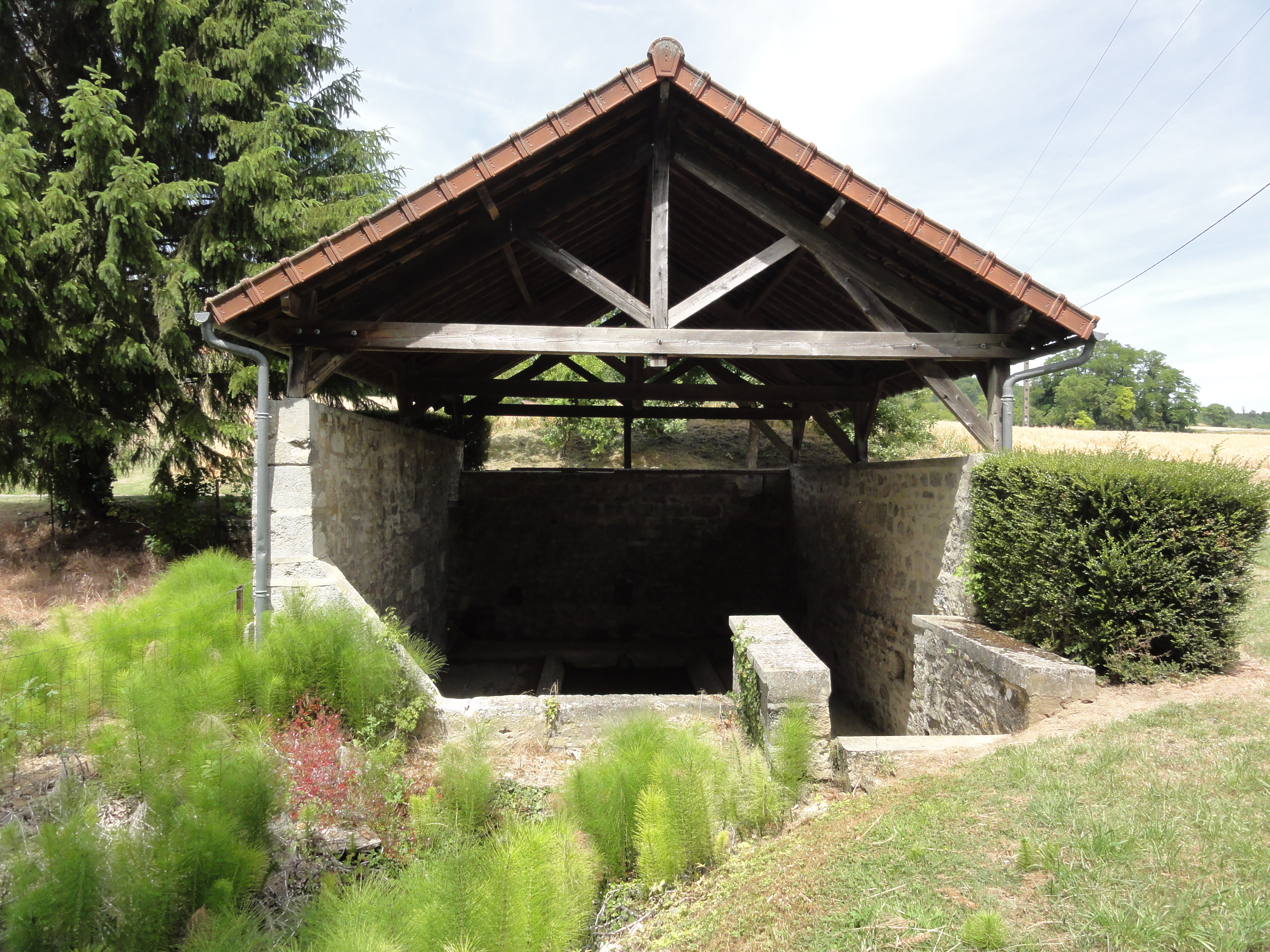
Lavoir de Vendresse.
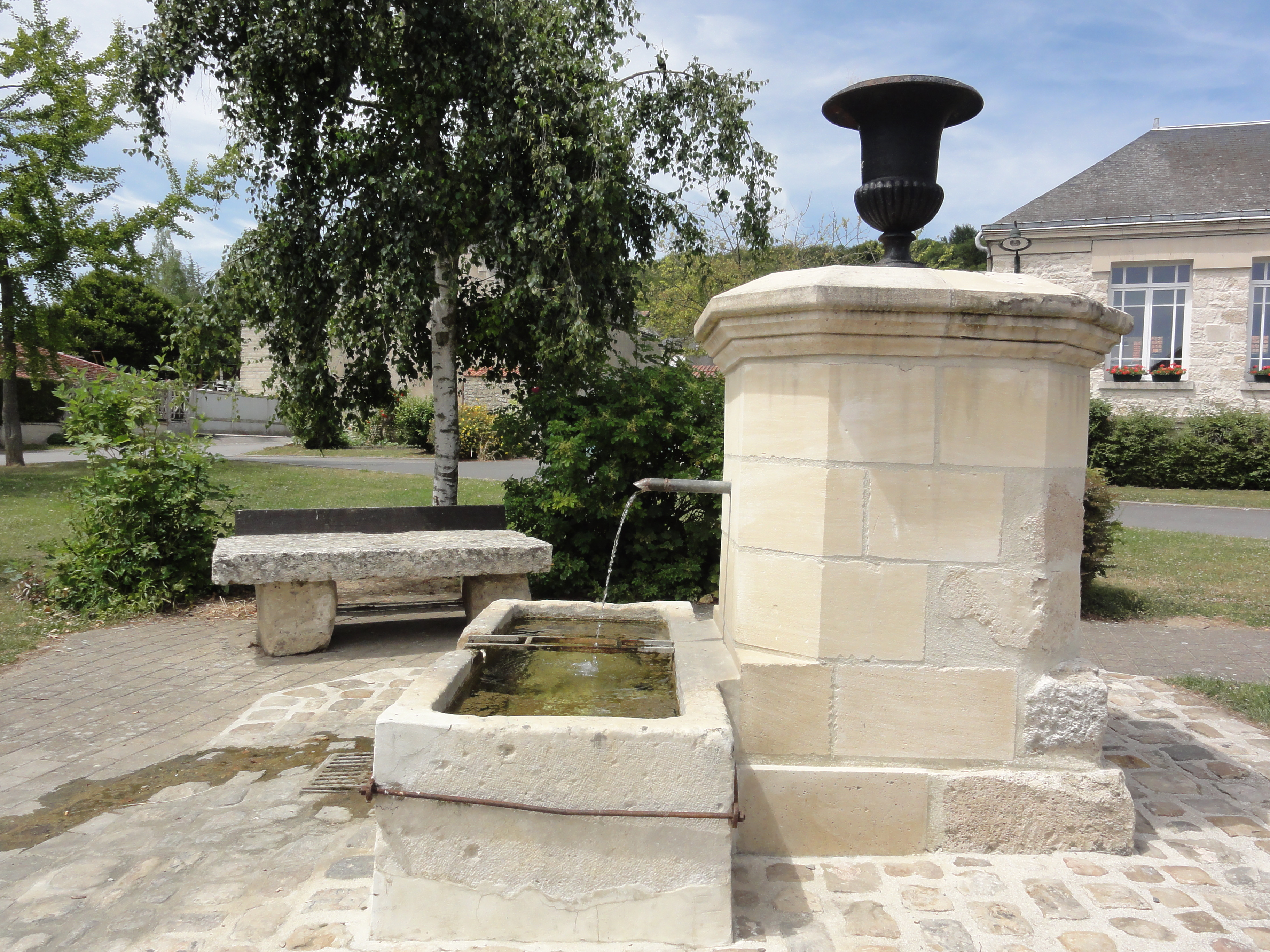
Fontaine - abreuvoir.
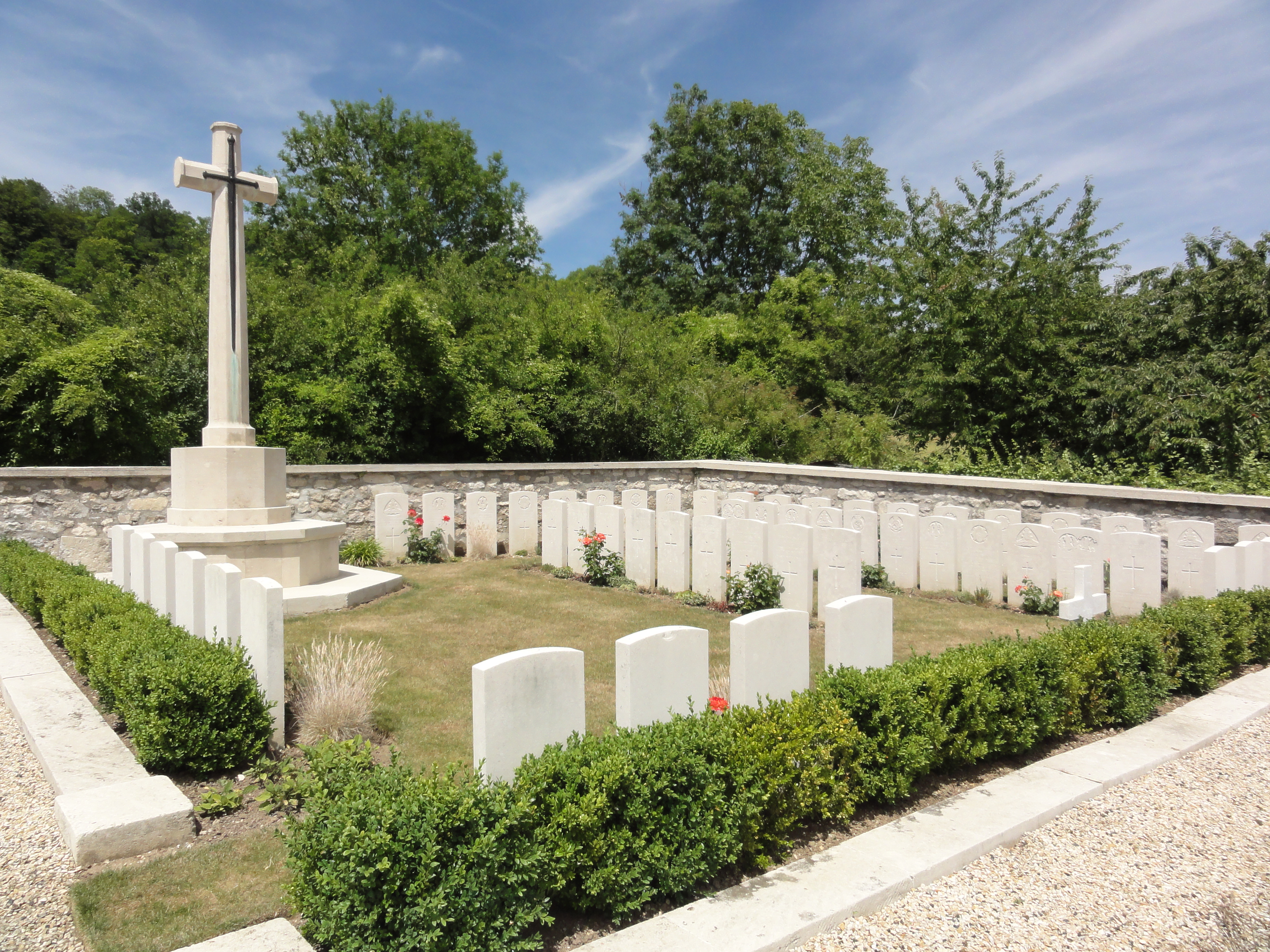
Vendresse churchyard.
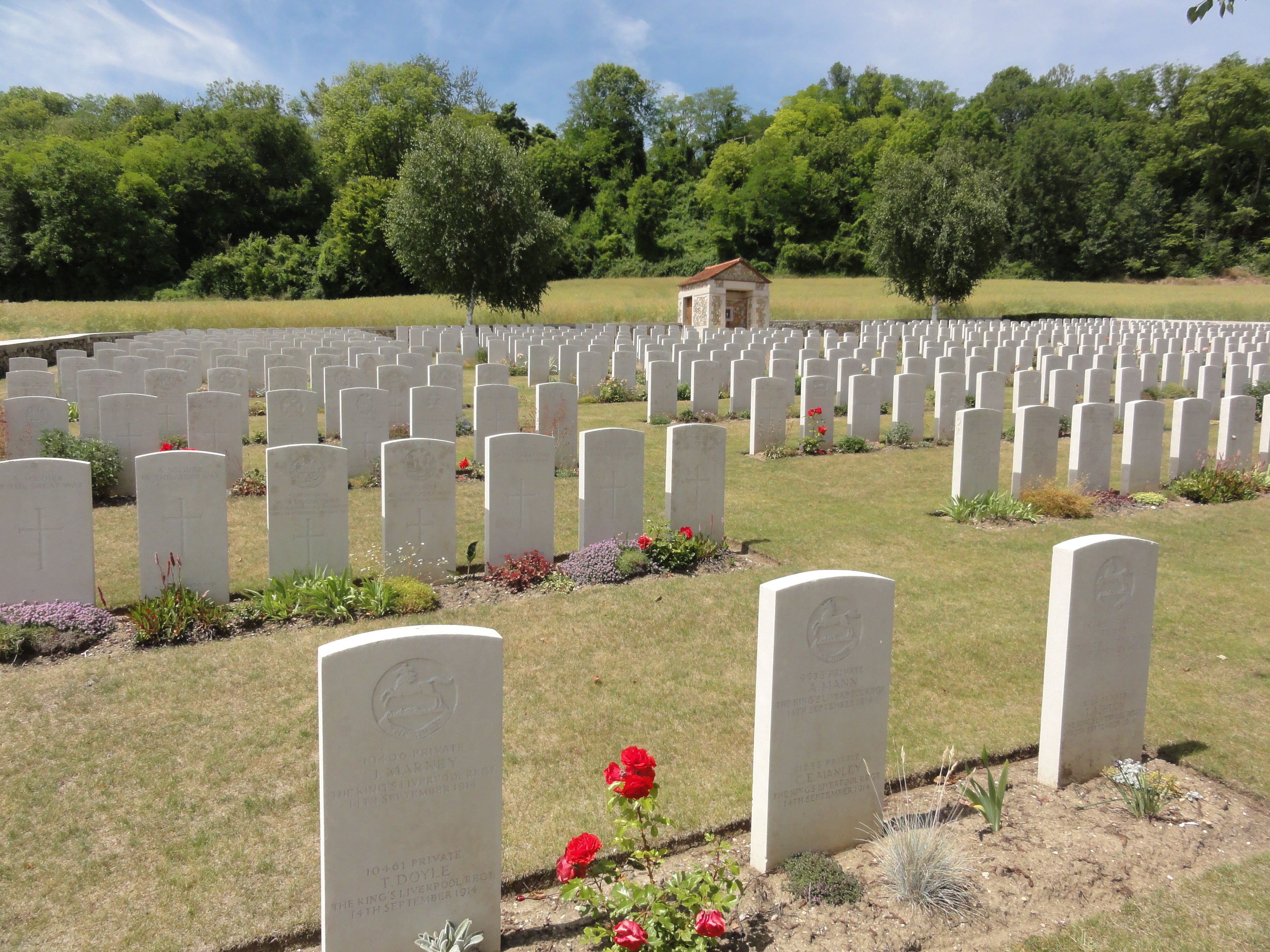
Vendresse British cemetery.

## Pour approfondir